# 铁尔斯
铁尔斯，是西班牙阿拉贡自治区韦斯卡省的一个市镇。总面积7平方公里，总人口180人（2001年），人口密度26人/平方公里。